# Farlig kurs
Farlig kurs är en svensk TV-serie i fem delar från 1965 i regi av Lasse Sarri och med manus av Finn Havrevold efter dennes egen prisbelönade ungdomsroman med samma namn. I rollerna ses bland andra Jan Tiselius, Ingvar Hirdwall, Claes Thelander och Berta Hall.
Serien spelades in vid västkusten under ett par sommarmånader 1964. Ynglingarna Ulf och Göran ger sig ut på en seglats med segelbåten Aurora. De är olika till uppfostran, stil och karaktär. Görans föräldrar har försökt att avstyra seglatsen. Ombord uppstår spänningar och konflikter, både mellan dem och till sig själva.
Serien sändes på söndagarna mellan den 14 mars och 11 april 1965.

## Rollista
- Jan Tiselius – Göran
- Claes Thelander – pappa
- Berta Hall – mamma
- Ingvar Hirdwall – Ulf
- Marianne Hedengrahn – Anne
- Anita Wall – Gun
- Anita Säberg – Laila
- Harry Ahlin – kyparen
- Marianne Stjernqvist – fru Andersson
- Mona Åstrand – fru Berg
- Björn Berglund – kommissarien